# Ślimak winniczek
Ślimak winniczek (Helix pomatia) – gatunek lądowego ślimaka trzonkoocznego z rodziny ślimakowatych (Helicidae). Występuje w Europie, głównie południowo-wschodniej i centralnej. W Polsce pospolity niemal na całym niżu oraz pogórzu, w górach rzadszy, dochodzi tylko do regla dolnego. Zamieszkuje obszary o dużej wilgotności, lasy, parki, ogrody. Żywi się świeżymi liśćmi, stąd często uważany za szkodnika ogrodów. Zimuje w ściółce, ukryty pod roślinnością. Jest obojnakiem, kopuluje wiosną. Jaja składa w niewielkich dołkach w ziemi. Młode winniczki wylęgają się po około 3–5 tygodniach. Ślimak winniczek ma 54 chromosomy.
Opisano kilkadziesiąt podgatunków i form winniczka, jednak obecnie jest on zwykle uznawany za gatunek monotypowy. W 2016 roku, w oparciu o badania genetyczne i morfologiczne, populację występującą na Bałkanach, w Rumunii oraz od południowo-wschodnich Czech przez Słowację po północne Węgry uznano za osobny gatunek Helix thessalica (wcześniej takson ten uznawany był za podgatunek winniczka lub był z nim synonimizowany).
Pierwotny zasięg występowania tego ślimaka w Polsce obejmował prawdopodobnie jedynie południową Polskę (Małopolska, Górny Śląsk). Na pozostałe tereny został przeniesiony przez człowieka. Najbardziej przyczynili się do tego zakonnicy (m.in. cystersi), którzy począwszy od średniowiecza hodowali winniczka w ogrodach i parkach przyklasztornych. Używali oni mięsa tego ślimaka jako uzupełnienia ubogiej w białko diety, stosowanej podczas długotrwałych postów, gdyż – podobnie jak ryby – ślimaki były uważane za potrawę postną.
Winniczek to największy lądowy ślimak w Polsce o średnicy muszli przeciętnie ok. 5 cm. Bywa eksportowany z Polski do Francji, gdzie uważany jest za przysmak. Według danych z 2020 roku, Francja importowała około 30 000 ton ślimaków rocznie, głównie z krajów takich jak Maroko, Hiszpania, Rumunia, Turcja oraz Polska. W niektórych rejonach Polski, z powodu nadmiernego eksportu, stał się gatunkiem rzadkim. Na terenie Polski jest objęty ochroną częściową. Rozporządzenie Ministra Środowiska w sprawie ochrony gatunkowej zwierząt zezwala na zbiór osobników o średnicy muszli nie mniejszej niż 30 mm w okresie od dnia 20 kwietnia do dnia 31 maja.

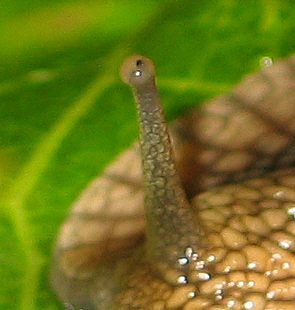
Oko winniczka
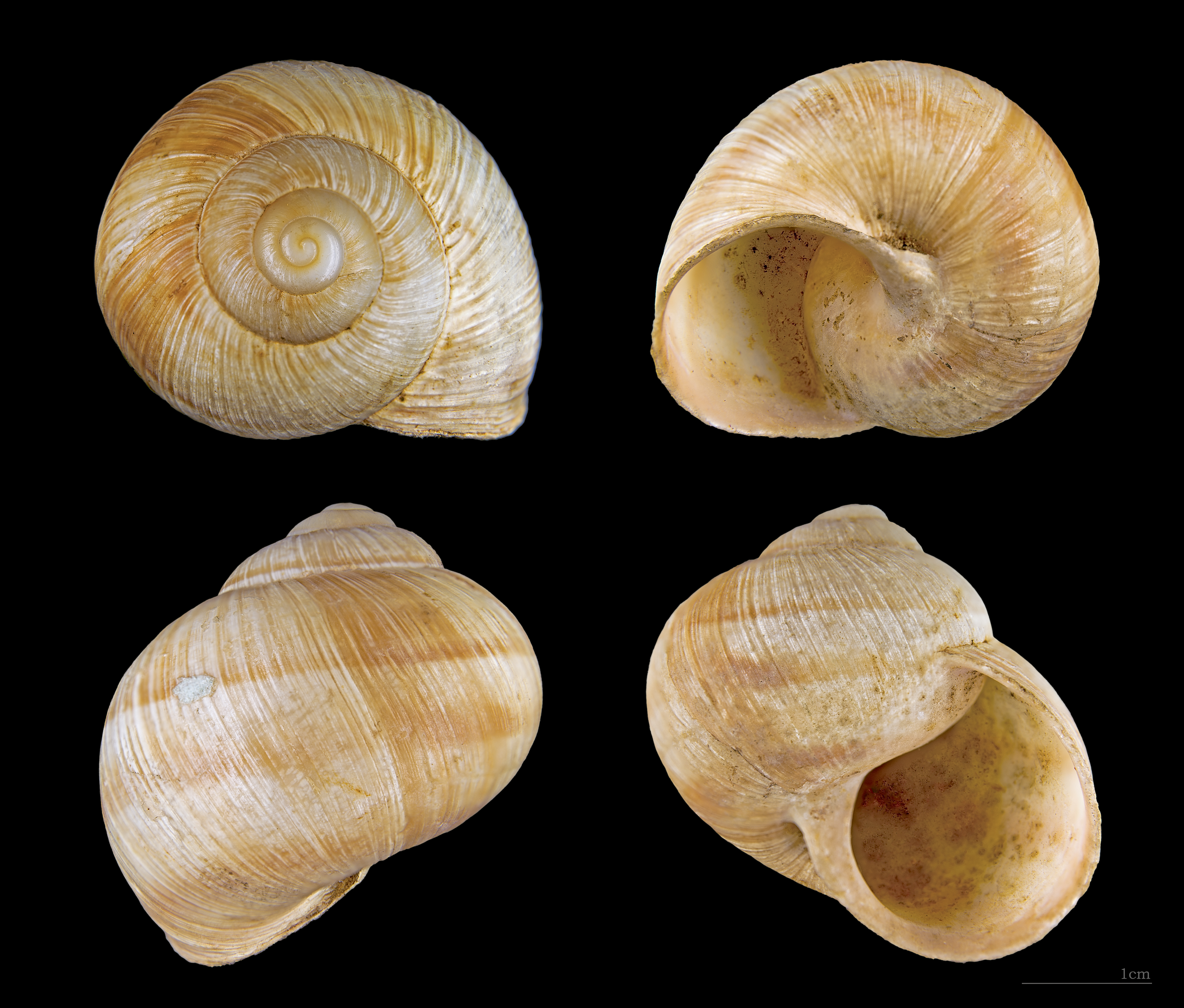
Muszle winniczka
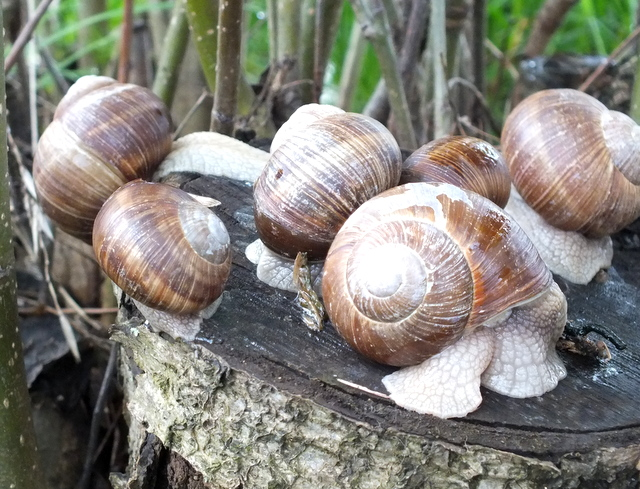
Winniczki na pniu drzewa

Winniczki są bohaterami baśni literackiej Hansa Christiana Andersena pt. Szczęśliwa rodzina opublikowanej w 1847 roku.